# 奇雷舒鄉 (梅赫丁茨縣)
44°49′N 22°32′E / 44.817°N 22.533°E
奇雷舒鄉（羅馬尼亞語：Comuna Cireșu, Mehedinți），是羅馬尼亞的鄉份，位於該國西南部，由梅赫丁茨縣負責管轄，面積53平方公里，海拔高度451米，2007年人口683，人口密度每平方公里13人。